# Goryl Magilla
Goryl Magilla (ang. Magilla Gorilla) – amerykański serial animowany wytwórni Hanna-Barbera, produkowany w latach 1964-1967. 
Bohaterem serialu jest Magilla, wielki goryl mieszkający na wystawie sklepu zoologicznego, którego właścicielem jest Pan Peebles. Goryl był przeznaczony na sprzedaż, ale nikt go nigdy nie chciał kupić. Magilla ma złote serce i chciałby wszystkim pomagać, jak tylko potrafi, ale jest nieco niezdarny i regularnie sprawia Panu Peeblesowi przez to kłopoty, a poza tym ludzie często się go boją. 
Goryl Magilla oraz Pan Peebles wystąpili gościnnie w odcinku Potwór ze sklepu zoologicznego serialu Scooby Doo i... zgadnij kto?. 

## Bohaterowie

### Główni
- Magilla - wielki goryl, mieszkaniec wystawy sklepu zoologicznego Pana Peeblesa. Często sprawia właścicielowi sklepu sporo kłopotów.
- Pan Peebles - właściciel sklepu zoologicznego. Bezskutecznie próbuje sprzedać goryla, jednak jego klienci się go boją.

### Pozostali
- Oggie - mała dziewczynka w wieku wczesnoszkolnym i córka zamożnego przedsiębiorcy. Oczko w głowie rodziców. Zaprzyjaźnia się z Magillą, mimo że jej ojciec jest surowy i nie pozwala jej go kupować ze względu na wzrost.
- Przedsiębiorca - ojciec Oggie. Jest zapracowany. Jest dość surowym mężczyzną i wraz z żoną zakazuje jej mieć w domu goryla ze względu na wzrost.
- Żona przedsiębiorcy - jest mamusią Oggie. Prowadzi dom. Wraz z mężem nie zgadza się, żeby jej ośmioletnia księżniczka miała w domu Magillę.

## Spis odcinków
| N/o            | Polski tytuł                 | Angielski tytuł            |
| -------------- | ---------------------------- | -------------------------- |
|                |                              |                            |
| SERIA PIERWSZA |                              |                            |
|                |                              |                            |
| 01             | Polowanie na grubego zwierza | Big Game                   |
|                |                              |                            |
| 02             | Goryl ze stali               | Gridiron Gorilla           |
|                |                              |                            |
| 03             | Szeregowiec Magilla          | Private Magilla            |
|                |                              |                            |
| 04             | Wielki skok                  | Bank Pranks                |
|                |                              |                            |
| 05             | Droga do gwiazd              | Groovey Movie              |
|                |                              |                            |
| 06             | Goryl w przestworzach        | Airlift                    |
|                |                              |                            |
| 07             | Goryl w rodzinie             | Come Blow Your Dough       |
|                |                              |                            |
| 08             | Szalony naukowiec            | Mad Scientist              |
|                |                              |                            |
| 09             | Bal przebierańców            | Masquerade Party           |
|                |                              |                            |
| 10             | Ojej, wróć!                  | Come Back Little Magilla   |
|                |                              |                            |
| 11             | Wróżka chrzestna             | Fairy Godmother            |
|                |                              |                            |
| 12             | Planeta Zero                 | Planet Zero                |
|                |                              |                            |
| 13             | Książę z bajki               | Prince Charming            |
|                |                              |                            |
| 14             | Goryl cyklista               | Motorcycle Magilla         |
|                |                              |                            |
| 15             | Czy to Zoo?                  | Is That Zoo?               |
|                |                              |                            |
| SERIA DRUGA    |                              |                            |
|                |                              |                            |
| 16             | Ptasi móżdżek                | Bird Brained               |
|                |                              |                            |
| 17             | Małpa w cyrku                | Circus Ruckus              |
|                |                              |                            |
| 18             | Zastępowy Magilla            | Camp Scamps                |
|                |                              |                            |
| 19             | Szkarłatna maska             | The Purple Mask            |
|                |                              |                            |
| 20             | Miłość ci wszystko wybaczy   | Love at First Fight        |
|                |                              |                            |
| 21             | Zawody pupili                | Pet Bet                    |
|                |                              |                            |
| 22             | Król surfingu                | Makin’ With the Magilla    |
|                |                              |                            |
| 23             | As przestworzy               | High Fly Guy               |
|                |                              |                            |
| 24             | Podwodne rodeo               | Deep Sea Doodle            |
|                |                              |                            |
| 25             | Znikający Kwak               | That Was the Geek That Was |
|                |                              |                            |
| 26             | Montana Magilla              | Montana Magilla            |
|                |                              |                            |
| 27             | As wywiadu                   | Magilla Mix-Up             |
|                |                              |                            |
| 28             | Jazda bez trzymanki          | Wheelin And Deal           |
|                |                              |                            |
| 29             | Szalona jazda                | Mad Avenue Madness         |
|                |                              |                            |
| 30             | Nie ma jak legia             | Beau Jest                  |
|                |                              |                            |
| 31             | Superbohaterowie             | Super Blooper Heroes       |
|                |                              |                            |